# Čandraján-3
Čandraján-3 je třetí měsíční průzkumná mise Indické kosmické agentury (ISRO) v programu Čandraján (po Čandraján-1 a Čandraján-2). Skládá se z landeru Vikram a roveru Pragján (Pragyaan). Sondu Čandraján-3 vynesla 14. července 2023 nosná raketa LVM 3 startující z kosmodromu Šríharikota. Dne 23. srpna 2023 ve 14:32 SELČ sonda přistála u kráteru Manzinus U. Indie se tak stala čtvrtou zemí (po Sovětském svazu, Spojených státech amerických a Číně), jejíž sonda přistála na Měsíci a zároveň první zemí, která dosáhla širší oblasti jižního pólu. Přitom jen tři dny před přistáním sondy Čandraján-3 skončil ruský pokus o návrat na Měsíc havárií sondy Luna 25.

## Cíle
Hlavní cíle mise Čandraján-3 byly:
1. Přistát se sondou bezpečně a hladce na povrchu Měsíce.
2. Vyzkoušet možnosti jízdy roverem po Měsíci.
3. Provádět experimenty s materiály dostupnými na povrchu Měsíce s cílem lépe porozumět složení Měsíce.[3]

## Rover
Rover Pragyaan (v českém přepisu Pragján, česky Moudrost) vyjel na povrch poprvé 24. srpna 2023, přičemž jeho plánovaná životnost je minimálně jeden lunární den (14 pozemských dní). Informaci o vypuštění landeru přinesla Indická kosmická agentura na sociální síti X. Téhož dne odeslal rover i první fotografie. Dne 29. srpna 2023 vyšla zpráva, že Pragján na Měsíci objevil síru, vápník, kyslík, železo.
Rover se při terénních operacích dostal do nebezpečí, když málem spadl do hlubokého kráteru. Rover byl 5. září uložen do spánkového módu, probuzen by měl být znovu po konci lunární noci. Rover má nabitou baterii a zapnutý komunikátor.

## Lander
Přistávací modul (lander) Vikram je pojmenován po zakladateli ISRO jménem Vikram Sarabhai. V landeru byl uložen také rover Pragján.
Dne 6. září 2023 vyšla zpráva, že lander Vikram poněkud popoletěl a zase v pořádku přistál, tentokráte již podruhé. Letěl asi 30-40cm, ve výšce 40cm.